# Alaska (lớp tàu tuần dương)
Lớp tàu tuần dương Alaska là một lớp bao gồm sáu tàu tuần dương rất lớn được Hải quân Hoa Kỳ đặt hàng trước Chiến tranh thế giới thứ hai. Cho dù thường được gọi là tàu chiến-tuần dương, Hải quân Hoa Kỳ chính thức xếp hạng chúng là những tàu tuần dương cỡ lớn với ký hiệu lườn CB. Bản chất trung gian của chúng được thể hiện qua tên mà chúng được đặt so với thông lệ đặt tên cho thiết giáp hạm và tàu tuần dương vào lúc đó, tất cả đều được đặt tên theo "lãnh thổ hoặc vùng quốc hải" của Hoa Kỳ. Trong số sáu chiếc được vạch kế hoạch, có ba chiếc được đặt lườn, và chỉ có hai chiếc được hoàn tất. Việc chế tạo chiếc thứ ba bị ngưng lại vào ngày 16 tháng 4 năm 1945 khi nó đã hoàn tất được 84%. Hai chiếc được hoàn tất, USS Alaska (CB-1) và USS Guam (CB-2) đã phục vụ trong hai năm sau cùng của Thế chiến II trong vai trò bắn phá bờ biển và hộ tống các tàu sân bay nhanh. Cả hai chiếc đều được cho ngừng hoạt động vào năm 1947 chỉ sau khi phục vụ được 32 và 29 tháng tương ứng.
Ý tưởng về một lớp tàu tuần dương cỡ lớn khởi sự vào đầu thập niên 1930, khi Hải quân Hoa Kỳ muốn đối phó lại những chiếc "thiết giáp hạm bỏ túi" thuộc lớp Deutschland được Đức cho hạ thủy và đưa vào hoạt động. Cho dù không có một kết quả cụ thể nào ngay lập tức, kế hoạch về những chiếc tàu sau đó tiến triển thành lớp Alaska vào cuối thập niên 1930 sau khi Đức đưa vào hoạt động lớp Scharnhorst cùng những lời đồn đại rằng Nhật Bản đang chế tạo một lớp tàu chiến-tuần dương mới. Lớp Alaska được dự định để hoạt động như những "tàu diệt tàu tuần dương", có khả năng truy tìm và tiêu diệt các tàu tuần dương hạng nặng "sau Hiệp ước". Để đạt được những mục tiêu đó, lớp tàu được trang bị súng có cỡ nòng lớn hơn trên một thiết kế mới và đắt tiền, lớp vỏ giáp giới hạn ở mức chống chọi được đạn pháo 305 mm (12 inch), và hệ thống động lực có thể đạt tốc độ tối đa khoảng 58–61 km/h (31–33 knot).

## Bối cảnh
Việc phát triển kiểu tàu tuần dương hạng nặng được tiến triển đều đặn giữa Chiến tranh thế giới thứ nhất và Chiến tranh thế giới thứ hai theo những điều khoản của Hiệp ước Hải quân Washington và những hiệp ước tiếp theo sau. Trong Hiệp ước này, Hoa Kỳ, Anh Quốc, Nhật Bản, Pháp và Italy đồng ý giới hạn trọng lượng rẽ nước của tàu tuần dương hạng nặng ở mức 10.000 tấn và hải pháo cỡ nòng 203 mm (8 inch). Cho đến lớp Alaska, các tàu tuần dương Mỹ được thiết kế giữa hai cuộc thế chiến đều tuân thủ theo hạn ngạch này.
Sự thúc đẩy ban đầu cho việc thiết kế lớp Alaska đến từ việc đưa ra hoạt động những tàu tuần dương thuộc lớp Deutschland vốn còn được gọi là những thiết giáp hạm bỏ túi vào đầu thập niên 1930. Cho dù không có hành động nào được tiến hành ngay lập tức, các kế hoạch được xem xét lại vào cuối thập niên 1930 sau khi các báo cáo tình báo cho rằng Nhật Bản đang vạch kế hoạch hoặc đang chế tạo các "siêu tàu tuần dương" mạnh hơn nhiều so với các tàu tuần dương hạng nặng của Mỹ. Hải quân Hoa Kỳ phản ứng lại vào năm 1938 khi Ban chỉ huy Hải quân Hoa Kỳ gửi một yêu cầu đến Văn phòng Chế tạo và Sửa chữa về một "nghiên cứu toàn diện về mọi loại tàu hải quân để cân nhắc về một chương trình chế tạo mới mở rộng". Tổng thống Hoa Kỳ vào lúc đó, Franklin Delano Roosevelt, có thể đã đóng vai trò chính trong việc phát triển lớp tàu này bởi mong ước của ông có thể đáp trả khả năng tấn công của các tàu tuần dương Nhật và thiết giáp hạm bỏ túi Đức, vốn đã khiến cho chúng được gọi là một sự "động viên chính trị", nhưng những nhận xét như vậy thật khó mà làm rõ được.

## Thiết kế
Một sử gia đã mô tả quá trình thiết kế lớp Alaska là một sự "dày vò đau khổ" do nhiều thay đổi và cải biến trên thiết kế của con tàu bởi nhiều cá nhân và bộ phận. Thực ra, kế hoạch đưa đến ít nhất chín thiết kế khác nhau, trải từ thiết kế như kiểu tàu tuần dương phòng không 6.000 tấn thuộc lớp Atlanta cho đến các kiểu tàu tuần dương hạng nặng "phình to" và một kiểu thiết giáp hạm tí hon tải trọng 38.000 tấn trang bị 12 pháo 305 mm (12 inch) và 16 pháo 127 mm (5 inch). Nhằm mục đích giữ cho tải trọng con tàu dưới mức 25.000 tấn, Ban chỉ huy Hải quân đã cho phép các thiết kế chỉ có sự bảo vệ hạn chế bên dưới mực ngấn nước. Kết quả là khi chế tạo, lớp Alaska khá mong manh trước ngư lôi và đạn pháo rơi trước con tàu. Thiết kế cuối cùng được chọn là một phiên bản mở rộng của lớp tàu tuần dương hạng nặng Baltimore có hệ thống động lực giống như các tàu sân bay lớp Essex. Con tàu này kết hợp dàn pháo chính gồm chín khẩu 305 mm (12 inch) cùng vỏ giáp bảo vệ đủ để chống lại đạn pháo 254 mm (10 inch) trong một thân tàu có khả năng di chuyển 61 km/h (33 knot).
Lớp tàu mới được chính thức đặt hàng vào tháng 9 năm 1940 cùng với một số lượng lớn đến mức thừa thãi các tàu chiến khác như một phần của Đạo luật Hải quân hai đại dương. Vai trò của chiếc tàu chiến mới cũng thay đổi đôi chút; ngoài vai trò đối chiến trên mặt biển, chúng còn được sử dụng để bảo vệ các tàu sân bay. Vì có được cỡ pháo lớn hơn, kích thước lớn và tốc độ cao, chúng có giá trị hơn trong vai trò này hơn các tàu tuần dương hạng nặng, và chúng cũng là đảm bảo cho các báo cáo tình báo rằng Nhật Bản đang chế tạo các "siêu tuần dương" mạnh hơn các tàu tuần dương Mỹ.

## Vũ khí

### Dàn pháo chính

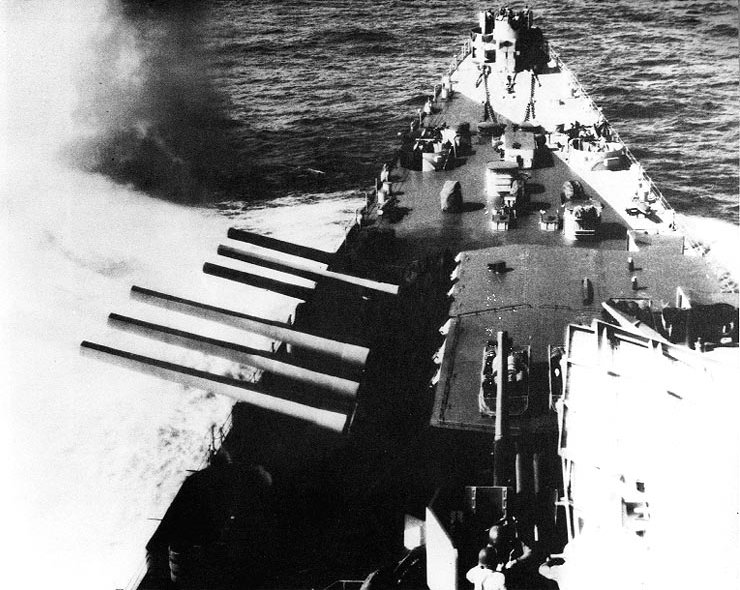
USS Guam đang khai hỏa dàn pháo chính trong một buổi thực tập huấn luyện vào khoảng năm 1944 – 1945

Vào lúc chế tạo, lớp Alaska có chín khẩu pháo 305 mm (12-inch)/50-caliber Mark 8 bố trí trên ba tháp pháo ba nòng, với hai tháp pháo hướng ra trước và một ra phía sau, một cấu hình thường được gọi là "2-A-1". Thế hệ hải pháo 305 mm (12 inch) được sản xuất cho Hải quân Mỹ trước đây là phiên bản Mark 7, vốn được thiết kế vào năm 1912 và được trang bị cho lớp Wyoming. Thế hệ Mark 8 có chất lượng cao hơn; trong thực tế, từng được đánh giá "là vũ khí mạnh mẽ nhất ở cỡ nòng của nó từng được đưa vào sử dụng". Được thiết kế vào năm 1939, nó cân nặng 55,3 tấn (121.856 lb) kể cả khóa nòng, và có thể chịu được tốc độ bắn trung bình 2,4–3 phát mỗi phút. Nó có thể bắn một đầu đạn Mark 18 xuyên thép nặng 517 kg (1.140 lb) đi xa 35.271 m (38.573 yard) ở góc nâng 45°, trong khi nòng súng có tuổi thọ 344 phát (so sánh với kiểu pháo 406 mm (16 inch)/50 caliber Mark 7 của lớp Iowa, những chiếc Alaska có thể bắn nhiều hơn 54 phát).
Các tháp pháo của chúng rất giống như những chiếc trên lớp thiết giáp hạm Iowa, nhưng có những khác biệt ở nhiều điểm; ví dụ, lớp Alaska có một thang nâng thuốc đạn hai tầng, thay vì chỉ có một tầng như trên lớp Iowa. Sự khác biệt này giúp cho việc sử dụng khẩu pháo an toàn hơn và gia tăng tốc độ bắn. Ngoài ra, một "que thông đầu đạn" được bổ sung cho Alaska và Guam. Thiết bị này chuyển đầu đạn từ kho chứa đến vòng xoay để có thể nạp vào các khẩu pháo. Tuy nhiên, đặc tính này tỏ ra không thật hiệu quả, nên đã không dự định trang bị cho Hawaii hay mọi tàu khác sau đó.
Vì Alaska và Guam là duy nhất hai tàu chiến được trang bị kiểu pháo này, chỉ có mười tháp pháo được chế tạo trong suốt cuộc chiến tranh (ba chiếc cho mỗi con tàu kể cả Hawaii và một chiếc dự phòng). Chúng có phí tổn đối với Hải quân lên đến 1.550.000 Đô-la mỗi chiếc, và là những tháp pháo hạng nặng đắt tiền nhất mà Hải quân Mỹ từng mua trong Thế Chiến II.

### Dàn pháo hạng hai
Dàn pháo hạng hai của lớp Alaska bao gồm 12 khẩu pháo lưỡng dụng 5-inch (127 mm)/38-caliber Mark 12 (chống tàu và phòng không) trên những tháp pháo nòng đôi, một ở mỗi góc của cấu trúc thượng tầng và một trước và sau trục dọc con tàu. Pháo 5-inch/38-caliber ban đầu được dự định chỉ để sử dụng trên các tàu khu trục được chế tạo trong thập niên 1930, nhưng từ năm 1934 và cho đến tận Thế Chiến II chúng được trang bị trên hầu hết tàu chiến của Hải quân Hoa Kỳ, bao gồm tàu sân bay, thiết giáp hạm, tàu khu trục hạng nặng và hạng nhẹ.

### Hỏa lực phòng không

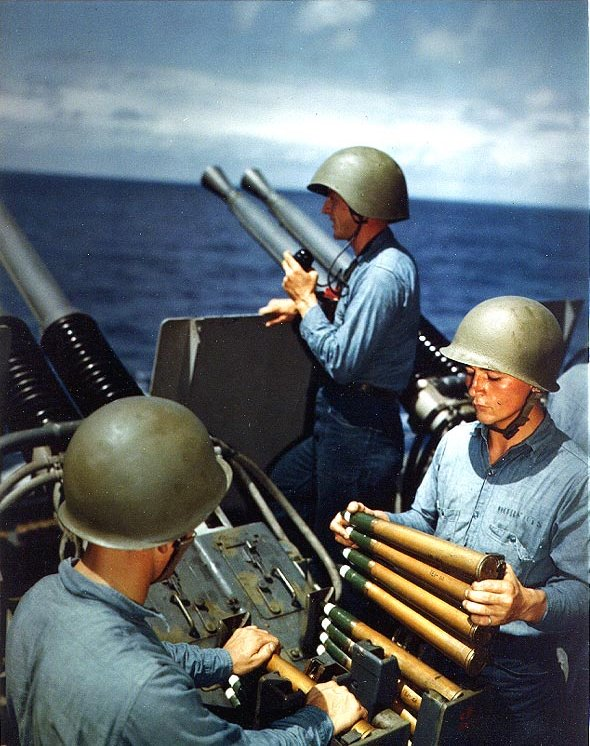
Một khẩu đội pháo phòng không Bofors 40 mm trên chiếc USS Alaska đang nạp đạn vào khẩu bên trái của cặp pháo trong Trận Iwo Jima vào ngày 6 tháng 3 năm 1945

Nhằm mục đích phòng không, lớp Alaska mang theo 56 khẩu 40 mm và 34 khẩu 20 mm. Những con số này có thể so sánh với 48 khẩu 40 mm và 24 khẩu 20 mm trên lớp tàu tuần dương hạng nặng Baltimore nhỏ hơn; hoặc với 80 khẩu 40 mm và 49 khẩu 20 mm trên lớp thiết giáp hạm Iowa lớn hơn.
Được cho là vũ khí phòng không hạng nhẹ hiệu quả nhất trong Thế Chiến II, pháo Bofors 40 mm được sử dụng trên hầu hết các tàu chiến chủ lực của các hạm đội Anh-Mỹ từ năm 1943 đến năm 1945. Cho dù chúng là hậu duệ của các thiết kế Đức và Thụy Điển, các khẩu Bofors được Hải quân Mỹ sử dụng trong Thế Chiến II đã được "Mỹ hóa" đáng kể, nâng kiểu vũ khí này lên đủ tiêu chuẩn của Hải quân Mỹ. Tiêu chuẩn mới này đưa đến một hệ thống súng đạn theo tiêu chuẩn Anh (mà ngày nay Hoa Kỳ gọi là Hệ thống Tiêu chuẩn) với đạn dược có thể thay đổi lẫn nhau được nhằm đơn giản hóa vấn đề tiếp liệu trong Thế Chiến II. Khi được ghép với hệ thống vận hành thủy lực nhằm giảm thiểu việc nhiễm muối mặn, và bộ ngắm Mark 51 để cải thiện độ chính xác, pháo Bofors 40 mm trở thành một kẻ thù đáng sợ, với thành tích tiêu diệt gần phân nửa tổng số máy bay Nhật Bản bị bắn rơi từ ngày 1 tháng 10 năm 1944 đến ngày 1 tháng 2 năm 1945.
Kiểu pháo phòng không Oerlikon 20 mm là một trong những vũ khí phòng không được sử dụng rộng rãi nhất trong Thế Chiến II; riêng người Mỹ đã sản xuất tổng cộng 124.735 khẩu. Khi được giới thiệu vào năm 1941, chúng thay thế cho súng máy M2 Browning 0,50 inch trên căn bản một-đổi-một. Pháo Oerlikon là vũ khí phòng không hàng đầu của Hải quân Mỹ cho đến khi Bofors 40 mm được giới thiệu vào năm 1943.

### Khả năng cải biến thành tàu sân bay

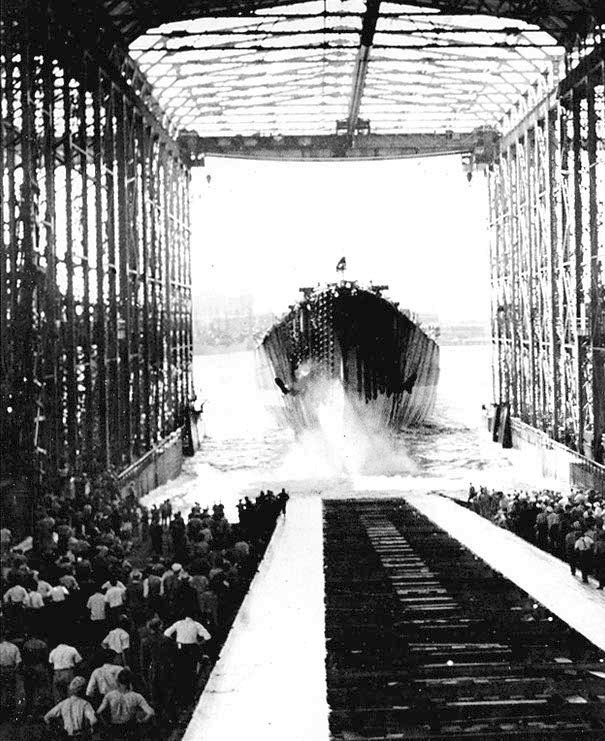
USS Alaska (CB-1) đang được hạ thủy vào ngày 15 tháng 8 năm 1943

Còn có thêm một thay đổi lớn khác được cân nhắc đến trong giai đoạn "khủng hoảng tàu sân bay" vào đầu năm 1942. Ở thời điểm này, khi chiếc USS Saratoga bị loại khỏi vòng chiến ít nhất cho đến tháng 5 sau khi bị hư hại do ngư lôi và USS Lexington bị mất trong trận chiến biển Coral, Hải quân và Tổng thống nhận ra rằng Hoa Kỳ cần có thêm tàu sân bay càng nhanh càng tốt. Kết quả là, Văn phòng Tàu chiến quyết định cải biến một số lườn tàu vốn đang được chế tạo thành tàu sân bay. Vào nhiều dịp khác nhau trong năm 1942, họ từng cân nhắc việc cải biến một phần hay tất cả các tàu tuần dương hạng nhẹ thuộc lớp Cleveland, tàu tuần dương hạng nặng thuộc lớp Baltimore, lớp Alaska, hoặc ngay cả một thiết giáp hạm lớp Iowa; cuối cùng họ đã chọn Cleveland.
Ý tưởng cải biến các tàu tuần dương lớp Alaska thành những tàu sân bay tỏ ra "đặc biệt hứa hẹn" vì nhiều điểm tương đồng trong thiết kế của lớp tàu sân bay Essex và của lớp Alaska, kể cả việc cùng có một hệ thống động lực. Tuy nhiên, khi so sánh các tàu tuần dương Alaska với các tàu sân bay Essex, chiếc tàu tuần dương cải biến sẽ có một sàn đáp ngắn hơn nên chỉ mang theo được 90% số máy bay, thấp hơn 3,4 m (11 ft) trên mặt nước, và hành trình đi được sẽ ít hơn 13.000 km (8.000 dặm) ở tốc độ 28 km/h (15 knot). Hơn nữa, thiết kế của tàu tuần dương lớn không bao gồm một sự bảo vệ dưới mặt nước thỏa đáng như trên các tàu sân bay thông thường do phải dành trọng lượng vỏ giáp cho việc chống đỡ đạn pháo. Cuối cùng, việc cải biến một chiếc Alaska không đáp ứng mục đích của Hải quân có được tàu sân bay một cách nhanh chóng, vì những công việc cần làm để cải biến chúng thành tàu sân bay đưa đến những sự trì hoãn. Với tất cả những vấn đề đó, mọi kế hoạch cải biến lớp Alaska đều chấm dứt vào ngày 7 tháng 1 năm 1942.

## Chế tạo
Trong số sáu chiếc lớp Alaska được vạch kế hoạch, chỉ có ba chiếc được đặt lườn, và chỉ có hai chiếc đầu tiên, Alaska và Guam, được hoàn tất. Việc chế tạo chiếc thứ ba Hawaii bị ngưng lại vào ngày 16 tháng 4 năm 1947 khi nó hoàn tất được 84%. Ba chiếc cuối cùng, Philippines, Puerto Rico và Samoa bị trì hoãn do mọi nguồn tài nguyên về nguyên liệu và ụ đóng tàu được dành cho những con tàu có độ ưu tiên cao hơn, như tàu sân bay, tàu khu trục và tàu ngầm. Công việc chế tạo vẫn chưa được bắt đầu khi thép trở nên hiếm hoi, và khi nhận thức rằng những con tàu "diệt tàu tuần dương" này không còn mục tiêu để săn đuổi, khi mà hạm đội tàu tuần dương Nhật Bản đã bị đánh bại bởi máy bay và tàu ngầm, làm cho Alaska trở thành những con "bạch tượng". Kết quả là, việc chế tạo ba chiếc cuối cùng của lớp Alaska không bao giờ được bắt đầu, và chúng bị chính thức hủy bỏ vào ngày 24 tháng 6 năm 1943.

## Lịch sử hoạt động

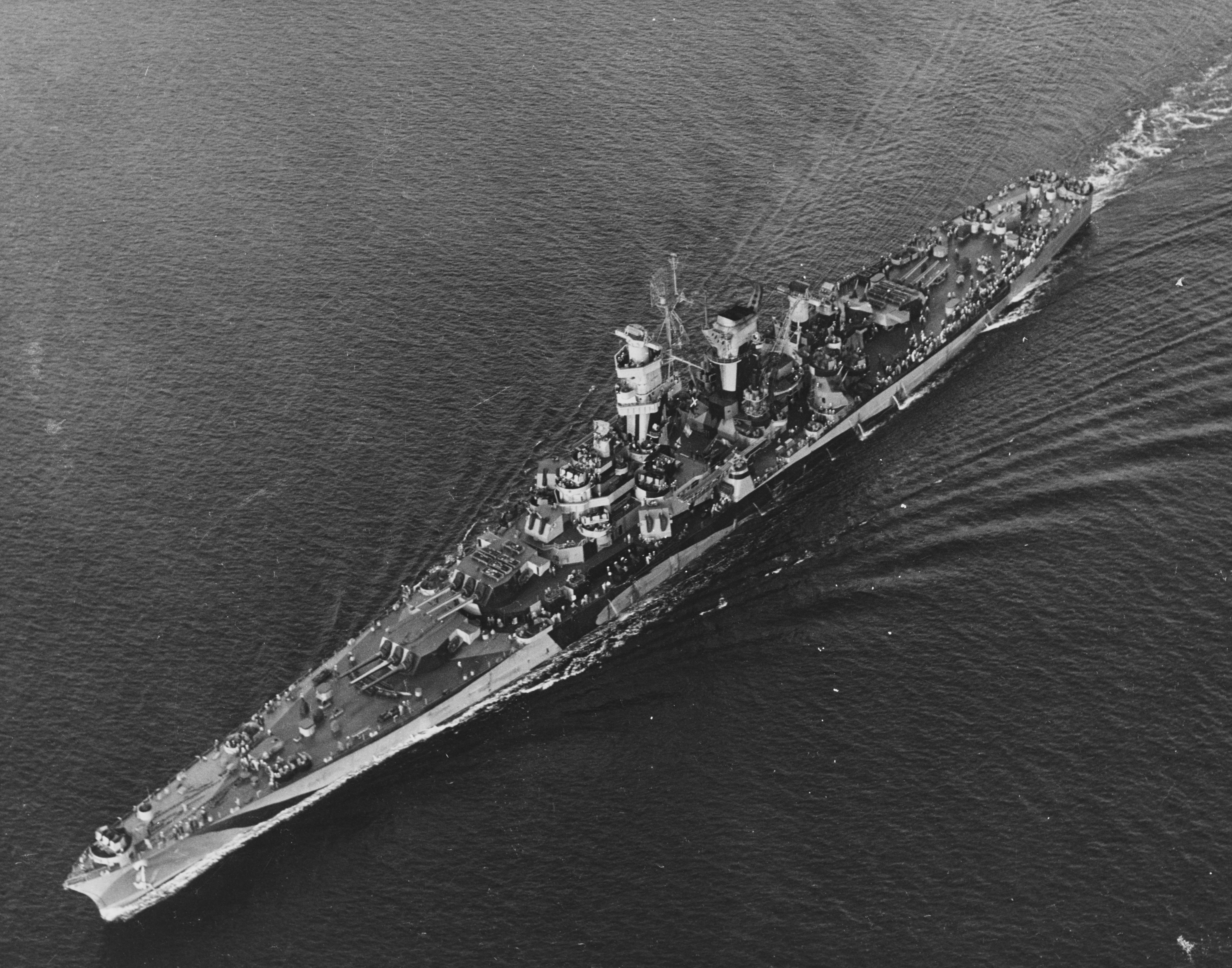
USS Guam (CB-2) trong chuyến đi chạy thử máy vào ngày 13 tháng 11 năm 1944

Alaska và Guam phục vụ cùng Hải quân Mỹ trong những năm cuối cùng của Chiến tranh Thế giới thứ hai. Tương tự như những thiết giáp hạm nhanh thuộc lớp Iowa, tốc độ nhanh của chúng tỏ ra hữu ích trong vai trò bắn phá bờ biển và hộ tống các tàu sân bay nhanh. Cả hai đã bảo vệ cho tàu sân bay Franklin khi chiếc này rút lui về Guam để sửa chữa sau khi bị Nhật đánh trúng hai quả bom. Sau đó, Alaska hỗ trợ cho cuộc đổ bộ lên Okinawa, trong khi Guam đi đến vịnh San Pedro trở thành soái hạm của một lực lượng đặc nhiệm mới, Lực lượng Đặc nhiệm Tuần dương 95. Được tháp tùng bởi Alaska, bốn tàu tuần dương hạng nhẹ và chín tàu khu trục, Guam dẫn đầu đội đặc nhiệm tiến vào biển Đông Trung Quốc và Hoàng Hải truy tìm và tiêu diệt tàu bè đối phương, nhưng chỉ bắt gặp những thuyền buồm Trung Quốc. Khi chiến tranh kết thúc, chúng đang đảm trách vai trò hộ tống các tàu sân bay.
Sau chiến tranh, cả hai con tàu được cho ngừng hoạt động và đưa về Hạm đội dự bị vào năm 1947 chỉ sau khi phục vụ được 32 và 29 tháng tương ứng. Vào năm 1958, Văn phòng Tàu chiến chuẩn bị hai nghiên cứu khả thi nhằm khảo sát khả năng có thể cải biến phù hợp Alaska và Guam thành những tàu tuần dương trang bị tên lửa điều khiển. Nghiên cứu thứ nhất bao gồm việc tháo dỡ toàn bộ các khẩu pháo để trang bị bốn hệ thống tên lửa khác nhau; nhưng với chi phí lên đến 160 triệu Đô-la, đề nghị này hoàn toàn không khả thi, nên một nghiên cứu thứ hai được tiến hành. Phương án này để lại toàn bộ các tháp pháo phía trước (hai tháp pháo 305 mm ba nòng và ba tháp pháo 127 mm nòng đôi), và bổ sung các hệ thống tên lửa đã được cắt giảm phía đuôi tàu. Cho dù đề nghị này chỉ tốn khoảng phân nửa so với kế hoạch trước (82 triệu Đô-la), nó vẫn bị xem là quá đắt. Kết quả là cả hai con tàu đều bị rút khỏi danh sách Đăng bạ Hải quân vào ngày 1 tháng 6 năm 1960. Alaska bị bán để tháo dỡ vào ngày 30 tháng 6 năm 1960, và Guam vào ngày 24 tháng 5 năm 1961.
Trước đó, con tàu thứ ba trong lớp chưa được hoàn tất Hawaii từng được cân nhắc để cải biến thành chiếc tàu tuần dương đầu tiên của Hải quân trang bị tên lửa điều khiển; và việc này kéo dài cho đến ngày 26 tháng 2 năm 1952, khi một phương án cải biến khác được đề nghị nhằm biến nó thành một tàu chỉ huy lớn. Nhắm trước cho việc cải biến, ký hiệu lườn của con tàu được thay đổi từ CB-3 thành CBC-1. Điều này sẽ biến nó thành "tàu chị em lớn" với chiếc Northampton (CLC-1); nhưng một năm rưỡi sau đó, ngày 9 tháng 10 năm 1954, nó quay trở lại ký hiệu CB-3. Hawaii được rút khỏi Đăng bạ Hải quân vào ngày 9 tháng 6 năm 1958 và được bán để tháo dỡ vào năm 1959.

## "Tàu tuần dương cỡ lớn" hay "tàu chiến-tuần dương"?

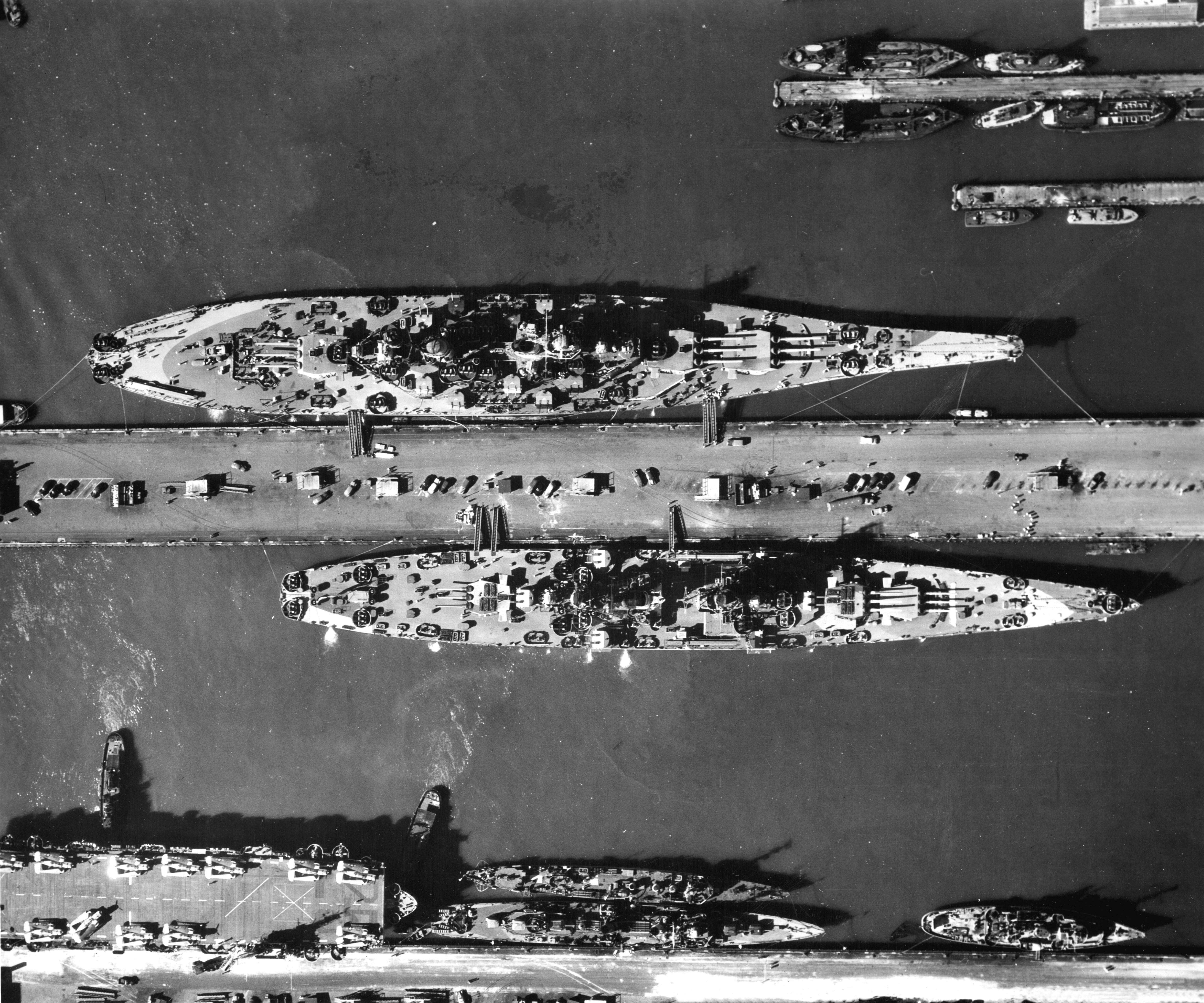
Kích cỡ khác biệt giữa thiết giáp hạm USS Missouri (trên) thuộc lớp Iowa và USS Alaska đang neo đậu trên cùng một bến tàu

Vào lúc bắt đầu của việc phát triển, lớp tàu này sử dụng ký hiệu lườn CC, nhấn mạnh rằng chúng sẽ là những tàu chiến-tuần dương theo truyền thống của lớp Lexington; tuy nhiên, ký hiệu này sau đó được đổi thành CB để thể hiện tên mới của chúng, "tàu tuần dương cỡ lớn", và mọi khái niệm liên hệ chúng như là những tàu chiến-tuần dương đều bị chính thức phủ nhận. Sau đó Hải quân Hoa Kỳ đặt tên mỗi con tàu theo tên các vùng lãnh thổ thuộc Hoa Kỳ hơn là tên các tiểu bang (theo truyền thống dành cho thiết giáp hạm) hoặc thành phố (dành cho các tàu tuần dương), để biểu trưng hóa sự tin tưởng rằng những con tàu này sẽ dự định có một vai trò trung gian giữa tàu tuần dương hạng nặng và thiết giáp hạm.
Chúng giống như những thiết giáp hạm đương thời về hình dáng, trọng lượng rẽ nước chỉ ít hơn 5.000 tấn, bố trí dàn pháo chính theo cấu hình quen thuộc 2-A-1, chia sẻ cùng một kiểu cột ăng-ten dạng cột lớn, và mang các khẩu pháo 127 mm (5 inch)/38 caliber đa dụng dọc hai bên của cấu trúc thượng tầng, cho dù các thiết giáp hạm có tám (lớp tàu cũ được tái trang bị) hoặc mười (sau lớp South Dakota) khẩu đội 127 mm (5 inch)/38 nòng đôi hai bên lườn trong khi các tàu tuần dương Alaska chỉ có sáu khẩu đội: một ở mỗi góc của cấu trúc thượng tầng và một trước và sau trục dọc con tàu.
Có hai điểm tranh luận chính để có thể xem lớp Alaska như những "tàu tuần dương lớn". Trước tiên là lớp vỏ giáp; trong khi chúng chịu đựng được nhiều hỏa lực pháo hơn bất kỳ chiếc tàu tuần dương nào, Alaska hầu như không thể tự vệ trước ngư lôi vì chúng hoàn toàn không có các ngăn kín nước trong lườn tàu và không có đai giáp chống ngư lôi. Việc thiếu sót một sự bảo vệ dưới mực ngấn nước cũng làm cho chúng mong manh trước các quả đạn pháo rơi ngay trước mục tiêu và tiếp tục hành trình dưới nước trước khi đánh trúng lườn tàu. Thêm vào đó, lớp vỏ giáp của chúng đã tới sát giới hạn có thể ngăn chặn đạn pháo 305 mm (12 inch); Chúng mong manh trước hỏa lực của thiết giáp hạm cỡ 355–406 mm (14–16 inch) ở mọi khoảng cách. Lập luận thứ hai hoàn toàn dựa trên thiết kế của chúng. Việc chế tạo lớp Alaska ngay từ lúc đặt lườn là một phiên bản mở rộng của một tàu tuần dương hạng nặng theo hiệp ước, mà cuối cùng được giải tỏa không bị ràng buộc bởi các hiệp ước hải quân Washington, London và London thứ hai. Ngoài ra, cho dù lớn hơn nhiều so với lớp Baltimore, dàn pháo hạng hai của các "tàu tuần dương lớn" chỉ hơi nhỉnh hơn. Trong khi Alaska mang 12 khẩu 127 mm (5 inch)/38, 56 khẩu 40 mm và 34 khẩu 20 mm, lớp Baltimore có cùng số lượng pháo 127 mm (5 inch)/38 và chỉ ít hơn 8 khẩu 40 mm và 10 khẩu 20 mm. Thêm vào tất cả những điều đó, tác giả Richard Worth nhấn mạnh rằng khi cuối cùng được hạ thủy, hoàn tất và đưa vào sử dụng, chúng "có kích cỡ của một thiết giáp hạm nhưng có khả năng của một tàu tuần dương".
Bất chấp những đặc tính giống như tàu tuần dương và sự khẳng định của Hải quân Mỹ về tình trạng của chúng, lớp Alaska vẫn thường được mô tả như những tàu chiến-tuần dương vào thời đó. Một số sử gia hiện đại cũng có quan điểm cho rằng đây là cách xếp lớp chính xác hơn, vì họ tin rằng đây là "những tàu chiến-tuần dương thực sự, theo mọi khía cạnh của từ ngữ", với mọi sự mong manh vốn có của kiểu tàu này. Khái niệm tàu chiến-tuần dương theo truyền thống Anh-Mỹ luôn luôn hy sinh sự bảo vệ để đổi lấy tốc độ và hỏa lực, có nghĩa là chúng không dự định để chịu đựng cỡ pháo mà bản thân chúng mang theo. Lớp Alaska có tỉ lệ trọng lượng vỏ giáp chiếm 28,4%, hơi ít hơn so với các kiểu tàu chiến-tuần dương và thiết giáp hạm nhanh đương thời, khi lớp thiết giáp hạm King George V, tàu chiến-tuần dương Hood và lớp thiết giáp hạm Iowa có tỉ lệ trọng lượng vỏ giáp giữa 32 và 33%. Trong thực tế, các tàu chiến-tuần dương cũ, như là lớp Invincible, có tỉ lệ trọng lượng vỏ giáp ít hơn đáng kể (19,9%). Ở khía cạnh trọng lượng rẽ nước, lớp Alaska nặng gần gấp đôi những chiếc tàu tuần dương mới nhất (lớp Baltimore). Thêm vào đó, chúng có cỡ pháo chính lớn hơn rất nhiều; trong khi lớp Alaska mang chín khẩu pháo 305 mm (12 inch)/50, vốn có khả năng tương đương nếu không nói là tốt hơn pháo 355 mm (14 inch)/50 kiểu cũ được sử dụng trên các thiết giáp hạm Mỹ trước hiệp ước, lớp Baltimore chỉ có số lượng tương đương pháo 203 mm (8 inch)/55 Mark 12 hoặc 15.

## Những chiếc trong lớp
| Tàu                                                              | Số hiệu    | Đặt lườn             | Hạ thủy              | Hoạt động           | Số phận                                                                          |
| ---------------------------------------------------------------- | ---------- | -------------------- | -------------------- | ------------------- | -------------------------------------------------------------------------------- |
| Alaska                                                           | CB-1       | 17 tháng 12 năm 1941 | 15 tháng 8 năm 1943  | 17 tháng 6 năm 1944 | Ngừng hoạt động 17 tháng 2 năm 1947; bị bán để tháo dỡ 30 tháng 6 năm 1960       |
| Guam                                                             | CB-2       | 2 tháng 2 năm 1942   | 12 tháng 11 năm 1943 | 17 tháng 9 năm 1944 | Ngừng hoạt động 17 tháng 2 năm 1947; bị bán để tháo dỡ tháng 5 năm 1961          |
| Hawaii                                                           | CB-3 CBC-1 | 17 tháng 12 năm 1941 | 3 tháng 11 năm 1945  | —                   | Việc chế tạo bị ngừng 16 tháng 4 năm 1947; bị bán để tháo dỡ 15 tháng 4 năm 1959 |
| USS Philippines (CB-4), USS Puerto Rico (CB-5), USS Samoa (CB-6) |            |                      |                      |                     | Kế hoạch chế tạo bị hủy bỏ ngày 24 tháng 6 năm 1943                              |

- USS Alaska (CB-1) được đưa vào hoạt động ngày 17 tháng 6 năm 1944. Nó phục vụ tại Thái Bình Dương, hộ tống các tàu sân bay và bắn pháo hỗ trợ xuống Okinawa trước khi hoạt động tiêu diệt tàu bè đối phương trong biển Đông Trung Quốc. Alaska được cho ngừng hoạt động vào ngày 17 tháng 2 năm 1947 sau khi hoạt động không đầy ba năm, và bị bán để tháo dỡ vào ngày 30 tháng 6 năm 1960.[1]
- USS Guam (CB-2) được đưa vào hoạt động ngày 17 tháng 9 năm 1944. Nó phục vụ tại Thái Bình Dương cùng chung với Alaska trong hầu hết các hoạt động; rồi cùng với Alaska, nó được cho ngừng hoạt động vào ngày 17 tháng 2 năm 1947 và bị bán để tháo dỡ vào ngày 30 tháng 6 năm 1961.[2]
- USS Hawaii (CB-3) được dự định là chiếc thứ ba trong lớp, nhưng nó chưa bao giờ được hoàn tất. Nhiều kế hoạch dự định cải biến nó thành tàu tuần dương trang bị tên lửa điều khiển hay tàu chỉ huy lớn trong những năm sau chiến tranh đều không khả thi, và nó bị tháo dỡ vào năm 1959.[3]
- USS Philippines (CB-4) được dự định là chiếc thứ tư trong lớp. Nó được dự tính sẽ chế tạo tại Camden, New Jersey, nhưng bị hủy bỏ trước khi bắt đầu.[34]
- USS Puerto Rico (CB-5) được dự định là chiếc thứ năm trong lớp. Nó được dự tính sẽ chế tạo tại Camden, New Jersey, nhưng bị hủy bỏ trước khi bắt đầu.[35]
- USS Samoa (CB-6) được dự định là chiếc thứ sáu trong lớp. Nó được dự tính sẽ chế tạo tại Camden, New Jersey, nhưng bị hủy bỏ trước khi bắt đầu.[36]